# Apiocera nicholsoni
Apiocera nicholsoni är en tvåvingeart som beskrevs av Paramonov 1953. Apiocera nicholsoni ingår i släktet Apiocera och familjen Apioceridae. Inga underarter finns listade i Catalogue of Life.